# Sławomir Chrzanowski (dyrygent)
Sławomir Chrzanowski (ur. 7 lipca 1961 w Rybniku) – dyrygent, od 1990 dyrektor naczelny i artystyczny Filharmonii Zabrzańskiej.
Absolwent Akademii Muzycznej w Katowicach (dyplom w 1986). Po studiach prowadził orkiestry Państwowego Liceum Muzycznego w Katowicach. W latach 1991–95 sprawował funkcję dyrektora artystycznego Filharmonii w Rybniku. W czasie działalności artystycznej dyrygował większością polskich orkiestr filharmonicznych i kameralnych, a także Narodową Orkiestrą Symfoniczną Polskiego Radia w Katowicach, Radiową Orkiestrą Symfoniczną w Krakowie, Orkiestrą Filharmonii Ostrawskiej oraz zespołami operowymi w Bytomiu i we Lwowie. 
Dyrygent zespołów w czasie światowych prawykonań utworów, m.in. Bogusława Schaeffera, Andrzeja Dziadka i Gheorge'a Zamfira.